# Abdesslam Benabdellah
Pour les articles homonymes, voir Benabdellah.
Abdesslam Benabdellah né le 12 janvier 1964 à Arzew dans la wilaya d'Oran, est un footballeur international algérien, qui évoluait au poste de gardien de but.
Il compte 16 sélections en équipe nationale entre 1997 et 2000.

## Biographie

### Carrière en sélection
Avec l'équipe d'Algérie, il dispute 16 matchs (pour aucun but inscrit) entre 1997 et 2000. Il figure notamment dans le groupe des 23 joueurs lors des CAN de 1998 et 2000.

## Palmarès
| USM Bel-Abbès - Coupe d'Algérie (1) : - Vainqueur : 1990-91. |  | MC Oran - Championnat d'Algérie (2) : - Champion : 1991-92 et 1992-93. - Vice-champion : 1999-00. - Coupe d'Algérie (1) : - Vainqueur : 1995-96. - Coupe de la Ligue d'Algérie (1) : - Vainqueur : 1995-96. - Supercoupe arabe (1) : - Vainqueur : 1999 |  | Wydad - Coupe du Maroc (1) : - Vainqueur : 1997-98. |